# Maria Maddalena Moccia
María Magdalena Moccia o, según su nombre secular, Ermenegilda Moccia (Nápoles, 1 de agosto de 1898- Roma, 20 de abril de 1922), también conocida por su nombre religioso María Magdalena de Jesús Crucificado, fue una religiosa brigidina italiana, miembro de la primera generación de monjas que hicieron parte de la fundación de la rama italo-sueca de la Orden del Santísimo Salvador de Santa Brígida.
Moccia nació en el seno de una familia cristiana burguesa napolitana y se formó en el colegio de las ursulinas de Roma. Allí sintió el deseo de consagrarse como religiosa. Entró en la Orden del Santísimo Salvador el 29 de enero de 1920, en contra de la voluntad de sus padres, tomando el nombre de María Magdalena de Jesús Crucificado. El 23 de julio de 1921 vistió el hábito brigidino. Al año siguiente, el 20 de febrero, murió por tuberculosis, en la casa de las brigidinas de Roma.
María Magdalena de Jesús Crucificado murió con fama de santidad, debido a sus escritos donde cuentas sus experiencias místicas y su modo de ver de la presencia de la divinidad en la vida cotidiana. Fue la misma fundadora Elizabeth Hesselblad quien introdujo el proceso informativo para su beatificación. Dicho proceso fue clausurado en 2010, el proceso diocesano el 21 de octubre de 2011, por lo cual, en la Iglesia católica, es considerada una sierva de Dios.